# Alexander Alexandrowitsch Starodubez
Alexander Alexandrowitsch Starodubez (russisch Александр Александрович Стародубец; * 14. März 1993 in Moskau) ist ein derzeit für Südkorea startender russischer Biathlet.
Alexander Starodubez ist ausgebildeter Psychologe. 2006 begann er mit dem Biathlonsport. Sein internationales Debüt gab er bei den Jugendrennen im Rahmen der Biathlon-Juniorenweltmeisterschaften 2012 in Kontiolahti, wo er sowohl im Einzel wie auch mit der Staffel siebte Ränge belegte. 2013 folgten die Europameisterschaften, wo er 38. des Juniorensprints wurde und beim Doppelsieg seiner Landsleute Alexander Loginow und Maxim Zwetkow als überrundeter Läufer das Rennen nicht beenden konnte. Es waren die letzten internationalen Einsätze für Russland. Aufgrund fehlender Perspektiven wechselte Starodubez danach wie weitere russische Biathleten die Nationalität und wurde Teil des Nationalteams Südkoreas, das sich in Vorbereitung auf die Olympischen Winterspiele 2018 in Pyeongchang mit erfahrenen, leistungsstarken Sportlern verstärkte.
Die ersten internationalen Rennen als Südkoreaner bestritt Starodubez bei den Sommerbiathlon-Weltmeisterschaften 2016 in Otepää. Im Sprint verfehlte er fünf der zehn Scheiben und erreichte den 46. Platz, im darauf basierenden Verfolgungsrennen wurde er bei vier Fehlern bei 20 Scheiben 35. An der Seite von Mun Ji-hee, der ehemaligen russischen Weltmeisterin Anna Frolina und Lee In-bok wurde er als Schlussläufer mit der Mixed-Staffel Siebter. Nach einem ersten Rennen zum Auftakt der Saison 2016/17 im IBU-Cup in Beitostølen, wo er bei einem Fehler 33. des Sprints wurde, folgte in Östersund das Debüt im Weltcup. Mit Mun, Frolina und Kim Jong-min kam er im Mixed-Staffelrennen auf Rang 18, im Einzel ein paar Tage später auf Platz 93. Im weiteren Saisonverlauf wechselte er immer wieder zwischen Welt- und IBU-Cup, wobei er im Weltcup zumeist in Staffelrennen zum Einsatz kam. In beiden Wettbewerben konnte er keine Punkteränge mehr erreichen. Dennoch folgte mit den Weltmeisterschaften 2017 in Hochfilzen die erste bedeutende internationale Meisterschaft. Starodubez wurde im Einzel aufgeboten, wo er sich aufgrund von acht Schießfehlern ebenso viele Strafminuten aufbürdete und am Ende 98. von 100 Athleten im Ziel wurde.

## Biathlon-Weltcup-Platzierungen
Die Tabelle zeigt alle Platzierungen (je nach Austragungsjahr einschließlich Olympische Spiele und Weltmeisterschaften).
- 1.–3. Platz: Anzahl der Podiumsplatzierungen
- Top 10: Anzahl der Platzierungen unter den ersten zehn (einschließlich Podium)
- Punkteränge: Anzahl der Platzierungen innerhalb der Punkteränge (einschließlich Podium und Top 10)
- Starts: Anzahl gelaufener Rennen in der jeweiligen Disziplin
- Staffel: inklusive Mixed- und Single-Mixed-Staffeln

| Platzierung            | Einzel | Sprint | Verfolgung | Massenstart | Staffel | Gesamt |
| ---------------------- | ------ | ------ | ---------- | ----------- | ------- | ------ |
| 1. Platz               |        |        |            |             |         |        |
| 2. Platz               |        |        |            |             |         |        |
| 3. Platz               |        |        |            |             |         |        |
| Top 10                 |        |        |            |             |         |        |
| Punkteränge            |        |        |            |             | 3       | 3      |
| Starts                 | 2      | 1      |            |             | 4       | 7      |
| Stand: 12. Januar 2024 |        |        |            |             |         |        |